# Musoniella precaria
Musoniella precaria är en bönsyrseart som beskrevs av Toledo Piza 1983. Musoniella precaria ingår i släktet Musoniella och familjen Thespidae. Inga underarter finns listade i Catalogue of Life.